# Amy (filmzene)
Az Amy egy eredeti filmzene a 2015-ös, azonos című dokumentumfilmhez, amely az Island Records gondozásában jelent meg 2015. október 30-án. Ez egyben Amy Winehouse angol énekes-dalszerző (a film témája) második posztumusz válogatásalbuma. Olyan kiadatlan dalokat és demókat tartalmaz, amelyek a dokumentumfilmben is szerepeltek, valamint Antônio Pinto brazil zeneszerző zenéje is felcsendül rajta. A filmzene a brit albumlistán a 19. helyen végzett.

## Háttér
2015. október 8-án az Island Records bejelentette, hogy az Amy – Az Amy Winehouse-sztori eredeti filmzenéje 2015. október 30-án jelenik meg. 2015. október 26-án a Facebookon és a Twitteren megjelent egy kétperces ízelítő a filmzenéből. A soundtrack később, 2016. április 1-jén másodszor is megjelent bakelitlemezen az Egyesült Királyságban és Írországban.

## Leírás
Az albumon Winehouse olyan jól ismert számai szerepelnek, mint a Stronger Than Me, a Tears Dry on Their Own és a Back to Black, valamint a What Is It About Men, a Rehab, a We're Still Friends és a Love Is a Losing Game élő felvételek, a Some Unholy War lassított verziója, a Like Smoke demó verziója, a The Zutons Valerie című dalának Winehouse és Mark Ronson által előadott feldolgozása, valamint a Body and Soul 2011-es verziója Winehouse és Tony Bennett előadásában. A soundtrack Winehouse második posztumusz válogatásalbuma. Az albumon Antônio Pinto eredeti szerzeményei is szerepelnek, amelyek a dokumentumfilmben is szerepeltek.

## Elismerések
2015 október végén Asif Kapadia rendező 2015-ben a Film Club's The Lost Weekend Awards díjátadón a legjobb eredeti filmzenei album díját nyerte el az Amy című filmért. 2016 júniusáig magát a filmzenét összesen négy díjra jelölték; többek között a St. Louis-i Filmkritikusok Szövetségének Legjobb filmzene díjára, a film mögötti zene pedig Winehouse-t posztumusz jelölésre juttatta a 2016-os BRIT Awards-on a Legjobb brit női szólóénekesnő kategóriában, Winehouse pedig posztumusz Grammy-díjat nyert a 2016-os Grammy-díjkiosztón a Legjobb zenei film kategóriában. Ez volt Winehouse pályafutása kilencedik jelölése, és a harmadik posztumusz. 2016 decemberében bejelentették a 2017-es Grammy-díjkiosztó jelöltjeit, és Amy-t jelölték a Legjobb vizuális médiához készült filmzenei válogatás Grammy-díjára.

## Az albumon szereplő dalok listája
Az összes dal szerzője Amy Winehouse és Antônio Pinto, kivéve ahol más szerepel.. 
| Amy (Original Motion Picture Soundtrack) | Amy (Original Motion Picture Soundtrack)                                                                                  | Amy (Original Motion Picture Soundtrack) | Amy (Original Motion Picture Soundtrack) | Amy (Original Motion Picture Soundtrack) | Amy (Original Motion Picture Soundtrack) | Amy (Original Motion Picture Soundtrack) | Amy (Original Motion Picture Soundtrack) | Amy (Original Motion Picture Soundtrack) | Amy (Original Motion Picture Soundtrack) |
|                                          | Cím | Előadó(k)                                | Hossz                                    |                                          |                                          |                                          |                                          |                                          |                                          |
| ---------------------------------------- | --- | ---------------------------------------- | ---------------------------------------- | ---------------------------------------- | ---------------------------------------- | ---------------------------------------- | ---------------------------------------- | ---------------------------------------- | ---------------------------------------- |
| 1.                                       | Opening | Antônio Pinto                            | 0:58                                     |                                          |                                          |                                          |                                          |                                          |                                          |
| 2.                                       | Stronger Than Me | Amy Winehouse                            | 3:34                                     |                                          |                                          |                                          |                                          |                                          |                                          |
| 3.                                       | Poetic Finale | Antônio Pinto                            | 2:53                                     |                                          |                                          |                                          |                                          |                                          |                                          |
| 4.                                       | What Is It About Men (Live at the North Sea Jazz Festival)                                                                | Amy Winehouse                            | 4:45                                     |                                          |                                          |                                          |                                          |                                          |                                          |
| 5.                                       | Walk | Antônio Pinto                            | 1:14                                     |                                          |                                          |                                          |                                          |                                          |                                          |
| 6.                                       | Some Unholy War (Downtempo Version)                                                                                       | Amy Winehouse                            | 3:15                                     |                                          |                                          |                                          |                                          |                                          |                                          |
| 7.                                       | Holiday Texts | Antônio Pinto                            | 0:52                                     |                                          |                                          |                                          |                                          |                                          |                                          |
| 8.                                       | Kidnapping Amy | Antônio Pinto                            | 1:44                                     |                                          |                                          |                                          |                                          |                                          |                                          |
| 9.                                       | Like Smoke (Demo) | Amy Winehouse                            | 1:22                                     |                                          |                                          |                                          |                                          |                                          |                                          |
| 10.                                      | Tears Dry on Their Own | Amy Winehouse                            | 3:07                                     |                                          |                                          |                                          |                                          |                                          |                                          |
| 11.                                      | Seperação Fotos | Antônio Pinto                            | 0:54                                     |                                          |                                          |                                          |                                          |                                          |                                          |
| 12.                                      | The Name of the Wave (dalszerző William Orbit)                                                                            | Strange Cargo                            | 6:24                                     |                                          |                                          |                                          |                                          |                                          |                                          |
| 13.                                      | Back to Black (A cappella / Album Medley)                                                                                 | Amy Winehouse                            | 3:49                                     |                                          |                                          |                                          |                                          |                                          |                                          |
| 14.                                      | Cynthia | Antônio Pinto                            | 1:15                                     |                                          |                                          |                                          |                                          |                                          |                                          |
| 15.                                      | Rehab (Live on Jools Holland)                                                                                             | Amy Winehouse                            | 3:41                                     |                                          |                                          |                                          |                                          |                                          |                                          |
| 16.                                      | In the Studio | Antônio Pinto                            | 1:05                                     |                                          |                                          |                                          |                                          |                                          |                                          |
| 17.                                      | We're Still Friends (Live at Union Chapel)                                                                                | Amy Winehouse                            | 2:56                                     |                                          |                                          |                                          |                                          |                                          |                                          |
| 18.                                      | Amy Lives | Antônio Pinto                            | 2:15                                     |                                          |                                          |                                          |                                          |                                          |                                          |
| 19.                                      | Love Is a Losing Game (Live at the Mercury Awards)                                                                        | Amy Winehouse                            | 2:32                                     |                                          |                                          |                                          |                                          |                                          |                                          |
| 20.                                      | Arrested | Antônio Pinto                            | 1:04                                     |                                          |                                          |                                          |                                          |                                          |                                          |
| 21.                                      | Body and Soul (dalszerzők Edward Heyman, Robert Sour, Frank Eyton and John Green)                                         | Tony Bennett and Amy Winehouse           | 3:23                                     |                                          |                                          |                                          |                                          |                                          |                                          |
| 22.                                      | Amy Forever | Antônio Pinto                            | 2:49                                     |                                          |                                          |                                          |                                          |                                          |                                          |
| 23.                                      | Valerie (BBC Radio 1 Live Lounge; dalszerzők Sean Payne, Dave McCabe, Abi Harding, Boyan Chowdhury and Russell Pritchard) | Amy Winehouse                            | 3:52                                     |                                          |                                          |                                          |                                          |                                          |                                          |
| 62:42                                    | |                                          |                                          |                                          |                                          |                                          |                                          |                                          |                                          |

## Helyezések
| Lista (2015)                               | Legjobb helyezés |
| ------------------------------------------ | ---------------- |
| Ausztrália Digitális Albumok (ARIA)        | 38               |
| Belgium (Ultratop Flandria)                | 50               |
| Belgium (Ultratop Vallónia)                | 93               |
| Brazília (ABPD)                            | 10               |
| Csehország (ČNS IFPI Albums Top 100)       | 30               |
| Hollandia (Dutch Charts Album Top 100)     | 51               |
| Görögország (IFPI)                         | 35               |
| Írország Válogatásalbumok (IRMA)           | 5                |
| Olaszország Válogatásalbumok (FIMI)        | 7                |
| Lengyelország (ZPAV Album Top 50)          | 26               |
| Egyesült Királyság (Scottish Albums)       | 23               |
| Svájc (Schweizer Hitparade Top 100 Albums) | 57               |
| Egyesült Királyság (UK Albums Chart)       | 19               |
| Egyesült Királyság (UK R&B Albums)         | 4                |
| Egyesült Királyság (UK Soundtrack Albums)  | 1                |
| USA Soundtrack Albums (Billboard)          | 11               |
| USA Top R&B/Hip-Hop Albums (Billboard)     | 28               |

## Minősítések
| Régió                                                            | Minősítés | Eladott példányszám |
| ---------------------------------------------------------------- | --------- | ------------------- |
| Egyesült Királyság (BPI)                                         | ezüst     | 60 000‡             |
| ‡ Eladási+streaming példányszámok kizárólag a minősítés alapján. |           |                     |

## Megjelenési történet
| Régió       | Dátum             | Formátum              | Kiadó  |
| ----------- | ----------------- | --------------------- | ------ |
| Világszerte | 2015. október 30. | CD digitális letöltés | Island |
| Világszerte | 2016. április 1.  | LP                    | Island |

## Fordítás
Ez a szócikk részben vagy egészben  az   Amy (soundtrack) című angol Wikipédia-szócikk fordításán alapul.  Az eredeti cikk szerkesztőit annak laptörténete sorolja fel. Ez a jelzés csupán a megfogalmazás eredetét és a szerzői jogokat jelzi, nem szolgál a cikkben szereplő információk forrásmegjelöléseként.